# Markthalle (Cozes)

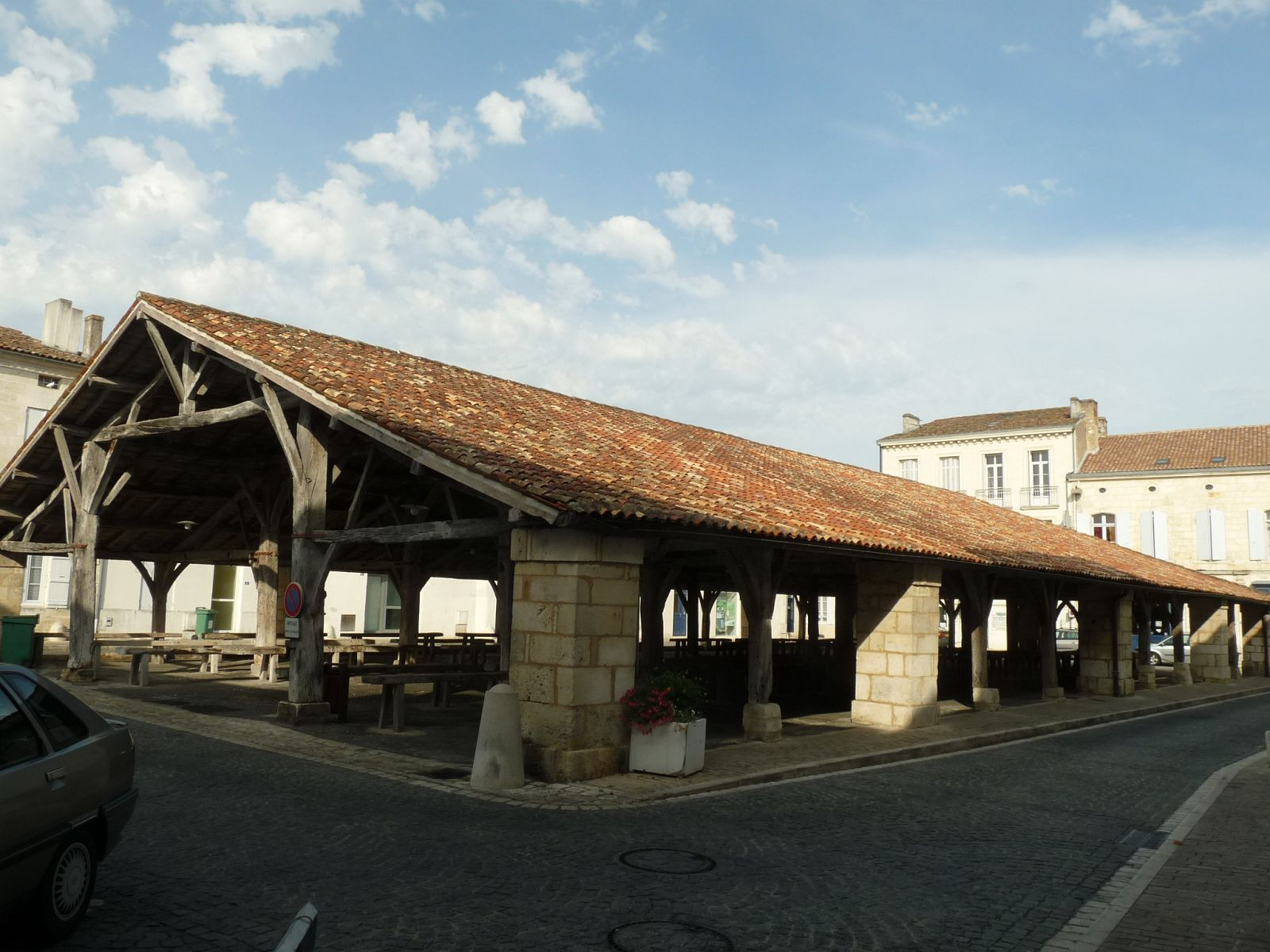
Markthalle in Cozes

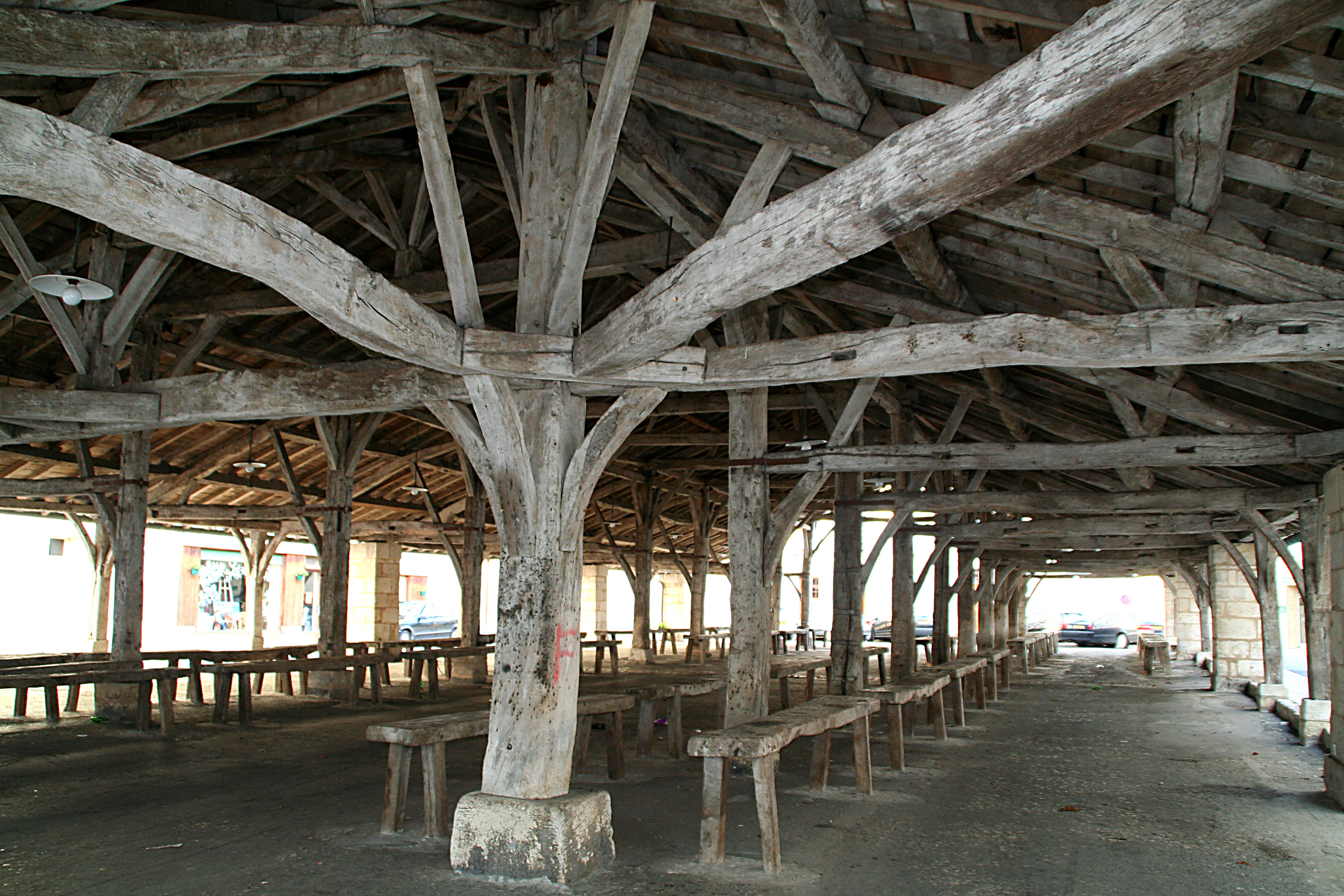
Innenansicht

Die Markthalle in Cozes, einer französischen Gemeinde im Département Charente-Maritime in der Region Nouvelle-Aquitaine, wurde im 15. Jahrhundert errichtet und im 18. Jahrhundert erneuert. Die Markthalle steht seit 1938 als Monument historique auf der Liste der Baudenkmäler in Frankreich.
Die an allen Seiten offene Markthalle besteht aus einer Holzkonstruktion, die von steinernen und hölzernen Pfeilern getragen wird. Das Satteldach ist mit Ziegeln gedeckt. Die Markthalle gehörte während des Ancien Régime dem Grundherren, der damit hohe Einkünfte erzielte.